# 영업권
영업권(營業權, goodwill)이란 유리한 위치, 우수한 경영, 좋은 기업이미지 등으로 인하여 동종의 다른 기업보다 더 많은 수익을 얻을 경우 그 초과수익을 자본의 가치로 환원한 것이다.
- 영업권 = 이전대가의 공정가치 - (취득자산 - 인수부채)

## 같이 보기
- 인수 합병
- 자회사